# Falla di Gödel

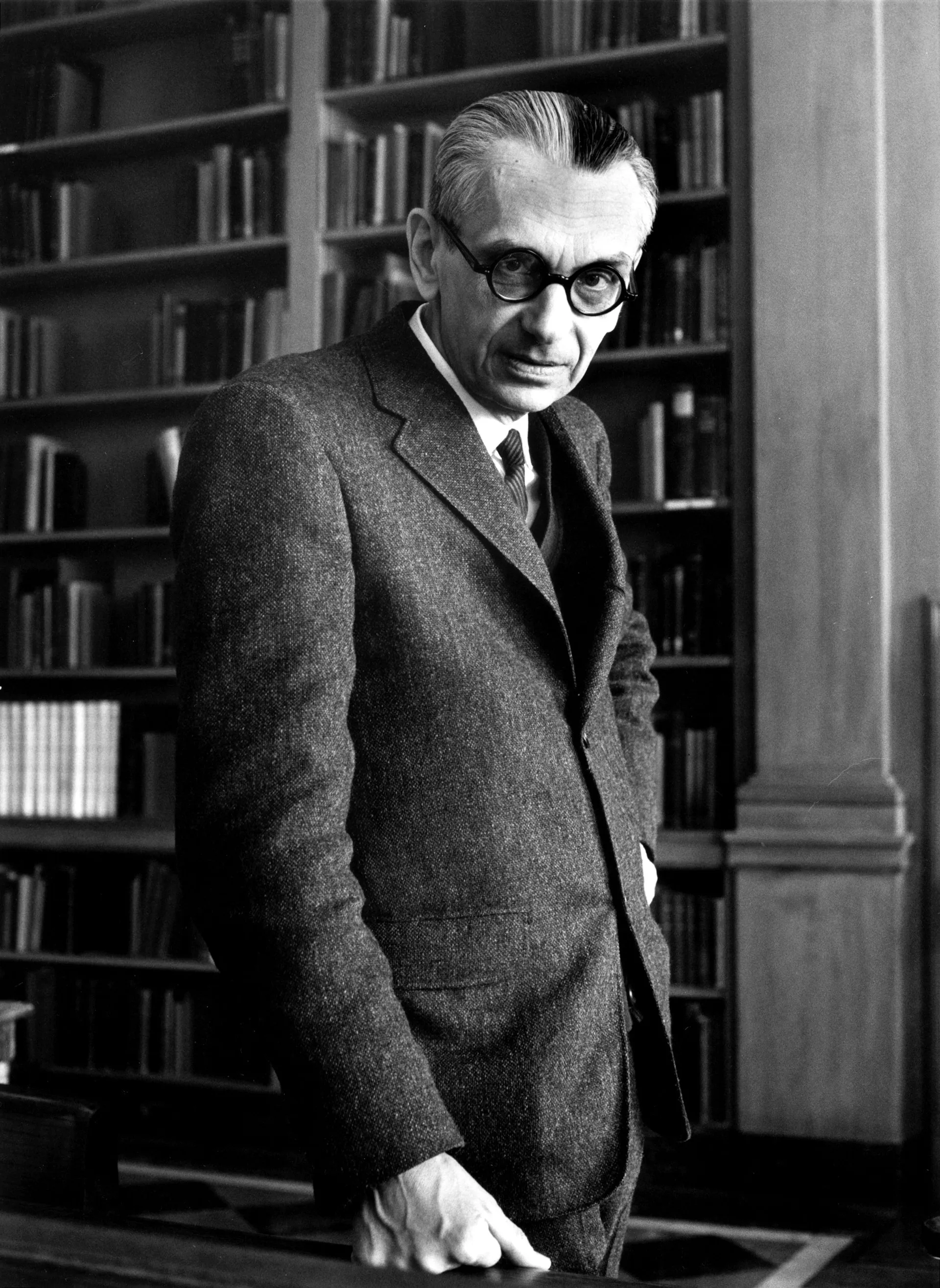
Gödel nel 1970

La falla di Gödel (in inglese Gödel's loophole) è una presunta "contraddizione interna" nella Costituzione degli Stati Uniti che il logico austro-americano Kurt Gödel postulò nel 1947. La falla consentirebbe di trasformare legalmente la democrazia americana in una dittatura.
Gödel parlò al suo amico Oskar Morgenstern dell'esistenza del difetto e Morgenstern ne parlò all'epoca ad Albert Einstein, ma Morgenstern, nel suo ricordo dell'episodio nel 1971, non menzionò mai il problema esatto come lo vedeva Gödel. Ciò ha portato a speculazioni sulla natura precisa di quella che è stata chiamata "la falla di Gödel".

## Storia
Quando Gödel stava studiando per sostenere il test per la cittadinanza americana nel 1947, si imbatté in quella che descrisse come una "contraddizione interna" nella Costituzione degli Stati Uniti. A quel tempo frequentava l'Institute for Advanced Study di Princeton, nel New Jersey, dove era buon amico di Albert Einstein e Oskar Morgenstern. Gödel parlò a Morgenstern del difetto della costituzione che, secondo lui, avrebbe consentito agli Stati Uniti di diventare legalmente uno stato fascista. Morgenstern cercò di convincere Gödel che ciò era molto improbabile, ma Gödel rimase comunque molto preoccupato: austriaco di nascita, fuggì infatti dalla Germania nazista dopo l'Anschluss. Morgenstern ebbe diverse discussioni con Gödel riguardo alle sue preoccupazioni e ne parlò anche a Einstein.

Quando alcuni mesi dopo arrivò la data dell'esame, Gödel veniva portato al tribunale di Trenton, sempre nel New Jersey, da Morgenstern ed Einstein, che dovevano essere suoi testimoni. Entrambi avevano già sostenuto il test di cittadinanza, diventando così cittadini statunitensi naturalizzati. Ad un certo punto durante il viaggio, Einstein, seduto sul sedile anteriore dell'automobile, si rivolse a Gödel, questo seduto invece sul sedile posteriore, gli pose, conoscendo le preoccupazioni di Gödel, la seguente domanda: 
Ora, Gödel, sei davvero ben preparato per questo esame?
Secondo Morgenstern lo scopo di tale domanda era semplicemente quello di innervosire Gödel, la cui reazione lo divertì. In tribunale i testimoni normalmente rimanevano fuori dalla stanza durante un esame per la cittadinanza. Tuttavia, data la fama di Einstein e al fatto che Phillip Forman aveva presenziato il giuramento di cittadinanza fatto da Einstein stesso, tutti e tre i colleghi di Gödel ebbero il permesso di presenziare. Durante l'esame, Forman chiese a Gödel la storia del governo austriaco dal 1919 in poi, al che rispose: 
[Il governo] era stato creato con un sistema repubblicano, ma la sua costituzione era tale [talmente fallace, n.d.t.] che alla fine ci furono cavilli e buchi legislativi tali da fare diventare la repubblica una dittatura. Anche gli Stati Uniti possono diventarla.
Il giudice, sentito ciò, commentò che tale ipotesi non poteva realizzarsi negli Stati Uniti, allorché Gödel rispose "Oh, sì, posso provarlo", ma il giudice rifiutò di approfondire la questione.

## Teorie sulla falla
Poiché l'esatta natura della falla non è mai stata rivelata al pubblico, non si sa esattamente cosa sia.
In un articolo del 2012 dal titolo Gödel's Loophole, F. E. Guerra-Pujol, autore di questo, ipotizza che il problema coinvolga l'Articolo V, che descrive il processo attraverso il quale la Costituzione può essere modificata. La falla è che le procedure dell'Articolo V possono essere applicate all'articolo stesso. Quindi, anche se la modifica della Costituzione è complessa e macchinosa da realizzare, una volta modificato l’Articolo V, il passo successivo di modifica costituzionale, governativa o giudiziaria, in tal senso, sarà più facile, e quello successivo pure, creando un circolo che porterebbe ad un imponente totalitarismo.
Altri scrittori hanno ipotizzato che Gödel potesse aver avuto in mente anche altri aspetti della Costituzione, tra cui l'abuso di gerrymandering, il collegio elettorale e la grazia presidenziale.